# Nasszer Edín Dríd
Nasszer Edín Dríd (arabul: نصر الدين دريد); (1957. január 22. – ) algériai válogatott labdarúgókapus.

## Pályafutása

### Klubcsapatban
1977 és 1978 között a JSM Tébessa csapatában játszott. 1978 és 1978 között az USM El Harrach kapuját védte. 1980-tól 1985-ig az USM Bel-Abbèsz játékosa volt. 1985 és 1988 között az MC Oran együttesében játszott, melynek tagjaként 1988-ban megnyerte az algériai bajnokságot. 1988–89-ben a marokkói Raja Casablanca kapusa volt. 1990-ben az MC Oran színeiben fejezte be a pályafutását. 

### A válogatottban
1982 és 1988 között 41 alkalommal szerepelt az algériai válogatottban. Részt vett az 1986-os világbajnokságon, ahol a Brazília és a Spanyolország elleni csoportmérkőzésen kezdőként lépett pályára. Az Észak-Írország elleni találkozón nem kapott lehetőséget. Tagja volt az 1984-es, az 1986-os és az 1988-as afrikai nemzetek kupáján szereplő válogatott keretének is.

## Sikerei, díjai
MC Oran
- Algériai bajnok (1): 1988

Algéria
- Afrikai nemzetek kupája bronzérmes (2): 1984, 1988